# 埃玛·约恩森
埃玛·奥斯特兰德·约恩森（丹麥語：Emma Aastrand Jørgensen，1996年1月30日—），丹麦女子皮划艇运动员。她曾代表丹麦参加2016年和2020年夏季奥林匹克运动会皮划艇比赛，获得一枚银牌和二枚铜牌。